# Condado de McLeod
O Condado de McLeod é um dos 87 condados do estado americano do Minnesota. A sede do condado é Glencoe, e sua maior cidade é Glencoe.
O condado possui uma área de 1 310 km² (dos quais 32 km² estão cobertos por água), uma população de 34 898 habitantes, e uma densidade populacional de 27 hab/km² (segundo o censo nacional de 2000). O condado foi fundado em 1856.